# Barbara Bielasta
Barbara Bielasta (ur. 23 października 1956 w Ciechanowie) – polska bibliotekarka, regionalistka i publicystka.
Absolwentka Instytutu Bibliotekoznawstwa i Informacji Naukowej Uniwersytetu Warszawskiego. Od 1979 pracownik Wojewódzkiej (dziś: Powiatowej) Biblioteki Publicznej w Ciechanowie.
Autorka książki Szulmierz i okolice (2007) oraz 6 tomów Bibliografii województwa ciechanowskiego za lata 1975–1998 (1993–2004). Współautorka ciechanowskiej części Bibliografii województwa mazowieckiego oraz innych tematycznych zestawień bibliograficznych. Inicjatorka i główna organizatorka cyklu spotkań o tematyce regionalnej Z Bibliotecznej półki. Autorka artykułów o tematyce regionalnej, gł. historycznej w prasie lokalnej i regionalnej.